# Tom Behnke
Tom Behnke (født 20. marts 1966) er en dansk politibetjent, selvstændig erhvervsdrivende samt politiker for Konservative Folkeparti.

## Baggrund
Forældrene Heinrich Hans og Birgit Behnke boede i Aarhus hvor de fik to børn; først Kim Behnke i 1960, og i 1966 Tom Behnke.
Tom Behnke tog Folkeskolens afgangseksamen fra 9. klasse på Elsted Skole i 1981. Herefter tog han EFG-jordbrug 1981-1982 og gik i lære som skovarbejder ved Skovskolen i Nødebo 1982-84.
I 1985 fungerede Behnke som rejsemontør i Tyskland. Samme år begyndte han at aftjene sin værnepligt og blev udnævnt til sergent ved Jyske Trænregiment 1985-1987. I de to sidste år af sin militærtjeneste, var han landstalsmand for de værnepligtige sergenter ved Hvorup Kaserne. 
Han begyndte i 1987 på Politiskolen og var under uddannelsen stationeret ved Københavns Politi og senere ved Aarhus Politi.
Sideløbende med tjenesten ved først Forsvaret, og siden politiet, var han desuden medlem af menighedsrådet i Avedøre Sogn i perioden fra 1988 til 1992.
Fra 1996 til 1998 var han personalechef for Fremskridtspartiets ansatte.

## Politiske karriere
Behnke var formand for Fremskridtspartiet i Hvidovre 1988-90, og herefter næstformand i partiets forretningsudvalg for Københavns Amt 1988.
I 1988–1989 var han medlem af Det Sikkerheds- og Nedrustningspolitiske Udvalg,
og 1990–92 af kommunalbestyrelsen i Hvidovre Kommune. I kommunen var han medlem af brandkommissionen, lokalradionævnets, samt Vestegnens Kraftvarmeselskab I/S. Indenfor samme periode, men kun frem til 1991, var han medlem af Københavns Amtsråd, Tilsynsrådet, samt Ekspropriationskommissionen til foretagelse af ekspropriationer i militære øjemed på øerne.
Behnkes parlamentariske karriere startede egentligt, da han ved Europa-Parlamentsvalget 1988 var Fremskridtspartiets kandidat. Han blev dog ikke valgt, men stillede stillede to år senere op i Københavns Amtskreds ved Folketingsvalget 1990 for Fremskridtspartiet – og vandt. Den 12. oktober 1999 blev han en del af det nystiftede Frihed 2000.
Den 7. februar 2001 blev han optaget det Konservative Folkepartis folketingsgruppe, og var en del af denne frem til Folketingsvalget 2001. Ved folketingsvalget 2005 blev han igen medlem af Folketinget, men stillede op i Århus Amtskreds.[kilde mangler]
I oktober 2014 meddelte han, at han ikke genopstiller til Folketinget. I februar 2015 tog han sygeorlov fra Folketinget  og forlod posten som præsident for Beredskabsforbundet. Efter folketingsvalget 2015 er Tom Behnke ikke længere medlem af Folketinget.

## Kontroversielle citater

### Hjemsendelse af somaliere
I 1997 skabte Tom Behnke som fremskridtsmand politisk debat med følgende udtalelse om hjemsendelse af somaliere:
"Somalierne skal hjemsendes nu. Om det så sker med en faldskærm på ryggen, vil ikke genere mig."
Tom Behnke har forklaret citatet som en politisk provokation på daværende indenrigsminister Birte Weiss' manglende evne til at hjemsende somalierne (Kilde: Berlingske Tidende, 17.11.1997)

### Tortur
I marts 2012 skabte Tom Behnke politik debat med følgende udtalelse om tortur:
Efter straffelovens paragraf 14, så kan tortur godt være straffrit. Uden at sætte eksempel på, hvad man skulle gøre, så skal man gøre, hvad der er nødvendigt, hvis man sidder med en terrorist, der leger kispus med os, siger Tom Behnke. 
Udtalelsen blev efterfølgende stærkt kritiseret af Amnesty International. 